# Lou Massenberg
Lou Noel Guy Massenberg (Berlín, 13 de noviembre de 2000) es un deportista alemán que compite en saltos de trampolín.
Ganó una medalla de bronce en el Campeonato Mundial de Natación de 2019 y diez medallas en el Campeonato Europeo de Natación entre los años 2017 y 2024.

## Palmarés internacional
| Campeonato Mundial | Campeonato Mundial      | Campeonato Mundial | Campeonato Mundial         |
| Año                | Lugar                   | Medalla            | Prueba                     |
| ------------------ | ----------------------- | ------------------ | -------------------------- |
| 2019               | Gwangju (Corea del Sur) | Medalla de bronce  | Trampolín 3 m sincro mixto |
| Campeonato Europeo |                         |                    |                            |
| Año                | Lugar                   | Medalla            | Prueba                     |
| 2017               | Kiev (Ucrania)          | Medalla de bronce  | Trampolín 3 m sincro mixto |
| 2018               | Glasgow (Reino Unido)   | Medalla de oro     | Trampolín 3 m sincro mixto |
| 2018               | Glasgow (Reino Unido)   | Medalla de plata   | Equipo mixto               |
| 2019               | Kiev (Ucrania)          | Medalla de oro     | Equipo mixto               |
| 2019               | Kiev (Ucrania)          | Medalla de plata   | Trampolín 3 m sincro mixto |
| 2021               | Budapest (Hungría)      | Medalla de plata   | Trampolín 3 m sincro mixto |
| 2021               | Budapest (Hungría)      | Medalla de bronce  | Equipo mixto               |
| 2022               | Roma (Italia)           | Medalla de oro     | Trampolín 3 m sincro mixto |
| 2024               | Belgrado (Serbia)       | Medalla de bronce  | Equipo mixto               |
| 2024               | Belgrado (Serbia)       | Medalla de bronce  | Trampolín 3 m sincro mixto |